# Montesano sulla Marcellana
Montesano sulla Marcellana est une commune italienne de la province de Salerne, dans la région Campanie.

## Administration
| Période                                  | Période | Identité | Étiquette | Qualité |
| ---------------------------------------- | ------- | -------- | --------- | ------- |
|                                          |         |          |           |         |
| Les données manquantes sont à compléter. |         |          |           |         |

### Hameaux
Arenabianca, Cessuta, Magorno, Montesano Scalo, Prato Comune, Tardiano.

### Communes limitrophes
Buonabitacolo, Casalbuono, Grumento Nova, Lagonegro, Moliterno, Padula, Sanza, Tramutola.